# Adenolf III
Adenolf III (zm. 15 marca 1242) – ojciec hrabiego Acerry Tomasza II i syn hrabiego Tomasza I.